# Schloss Broock

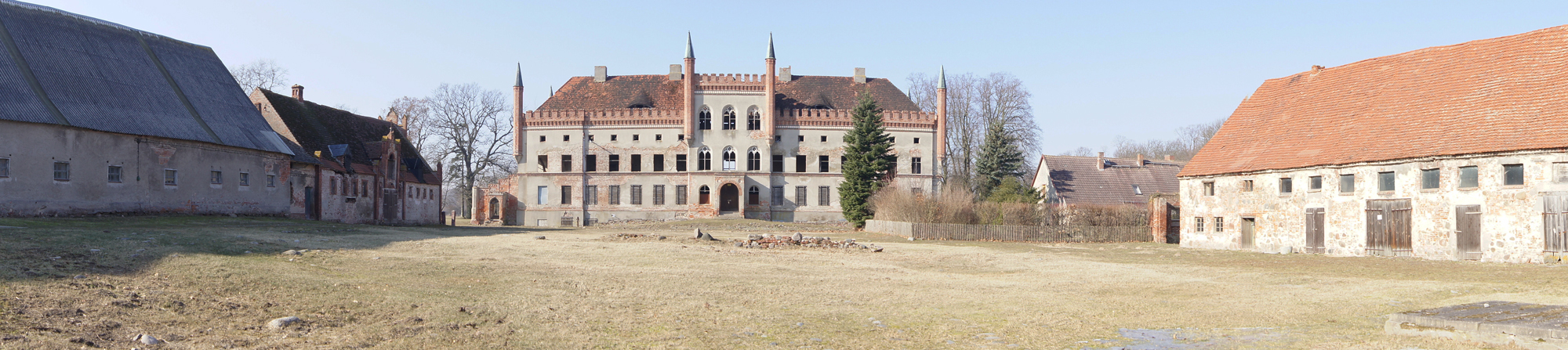
Gesamtanlage

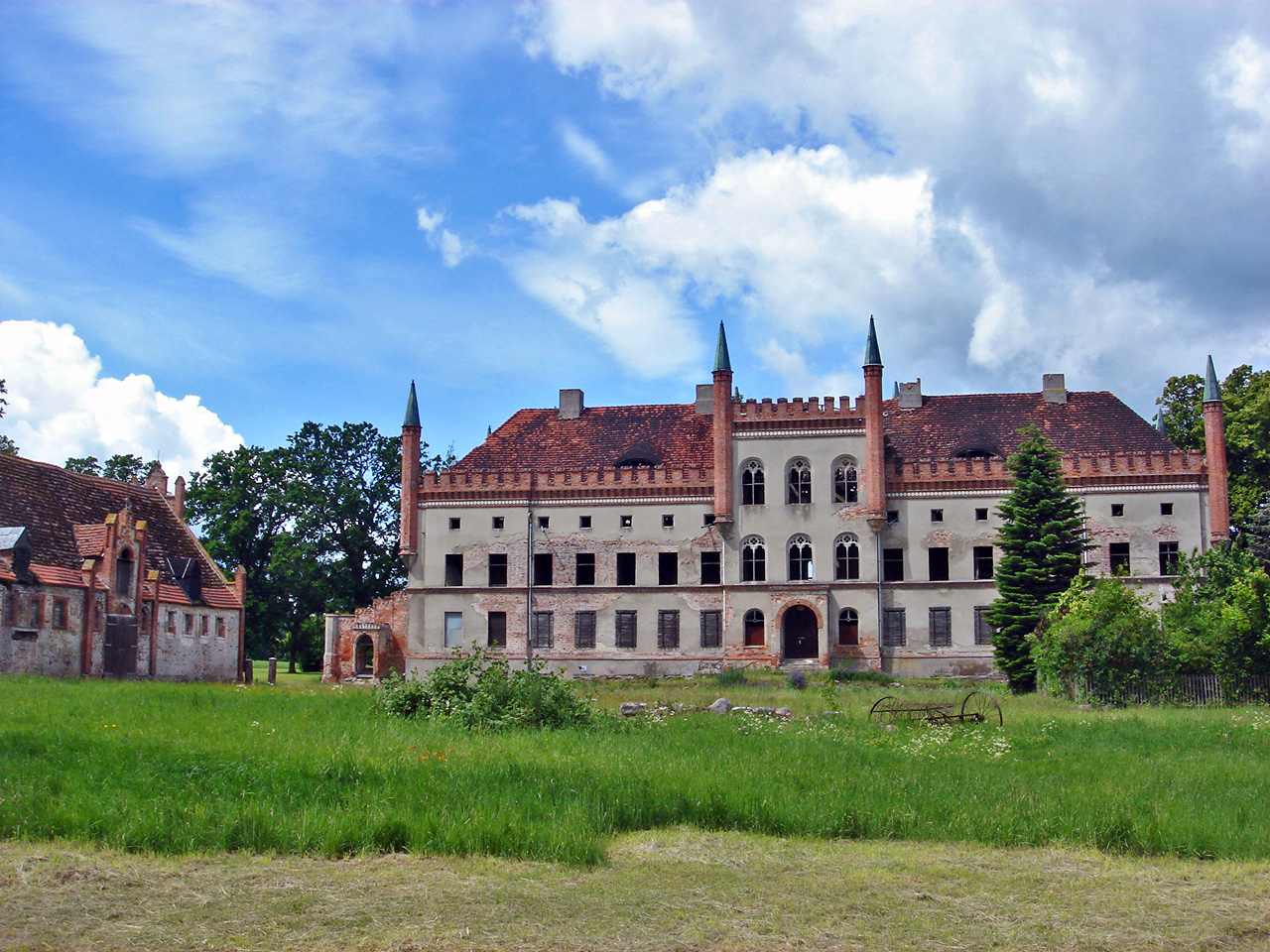
Schloss Broock – Gebäudefront mit dem Marstall zur Linken

Das Schloss Broock genannte Herrenhaus liegt im gleichnamigen Ortsteil Broock der Gemeinde Alt Tellin im Landkreis Vorpommern-Greifswald. Es befindet sich am südlichen Rand der Niederung des Tollensetals, auf halber Strecke zwischen den vorpommerschen Städten Demmin und Altentreptow und nahe der Autobahn 20 und dem Bahnhof Sternfeld.
Schloss Broock galt als beliebter gesellschaftlicher Treffpunkt im 19. Jahrhundert und war für seine Pferdezüchtungen bekannt. Das schon seit 1980 leerstehende Gebäude ist stark sanierungsbedürftig. Für den Erhalt der Anlage hat sich 2014 ein lokales Bündnis zusammengeschlossen.

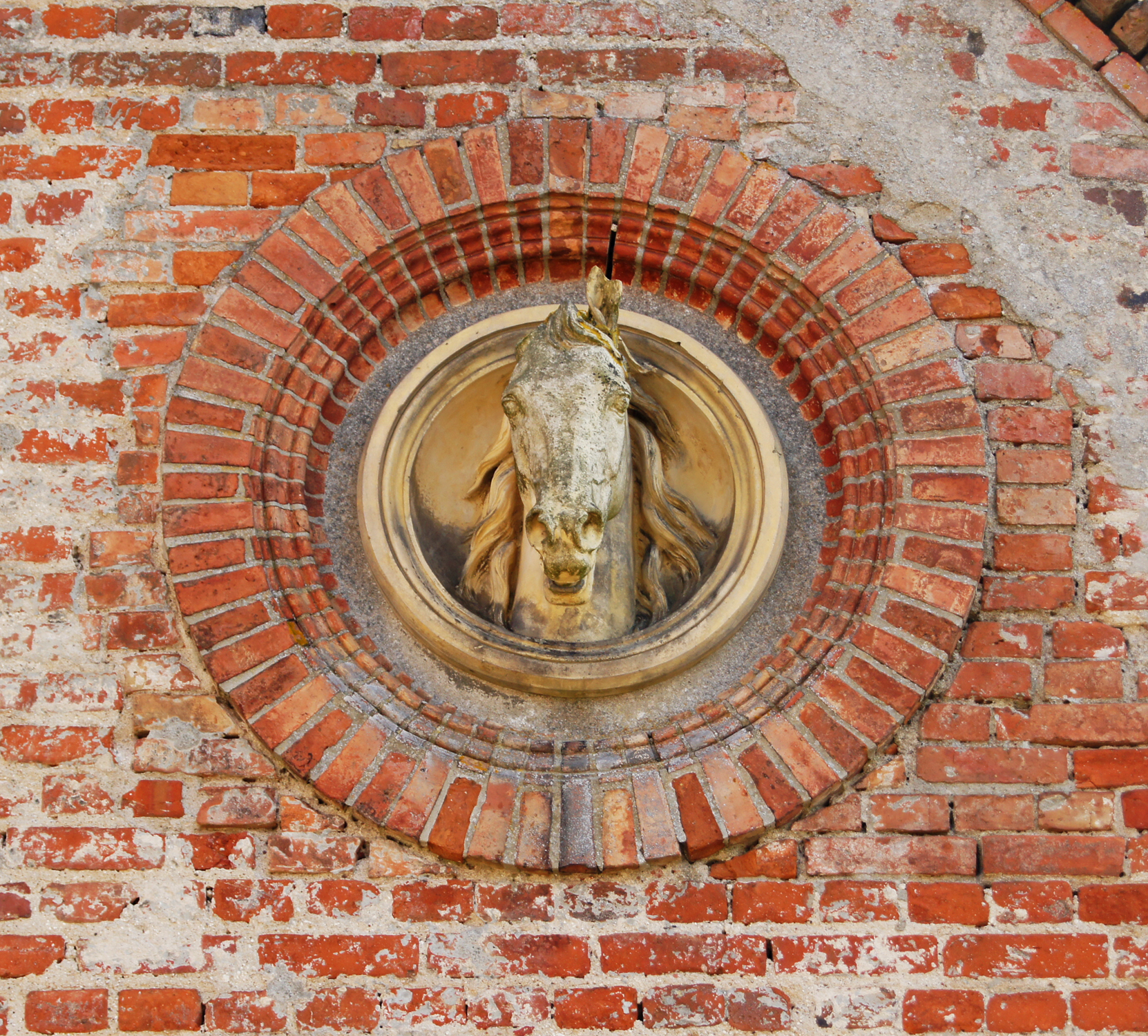
Pferdekopf am Marstall

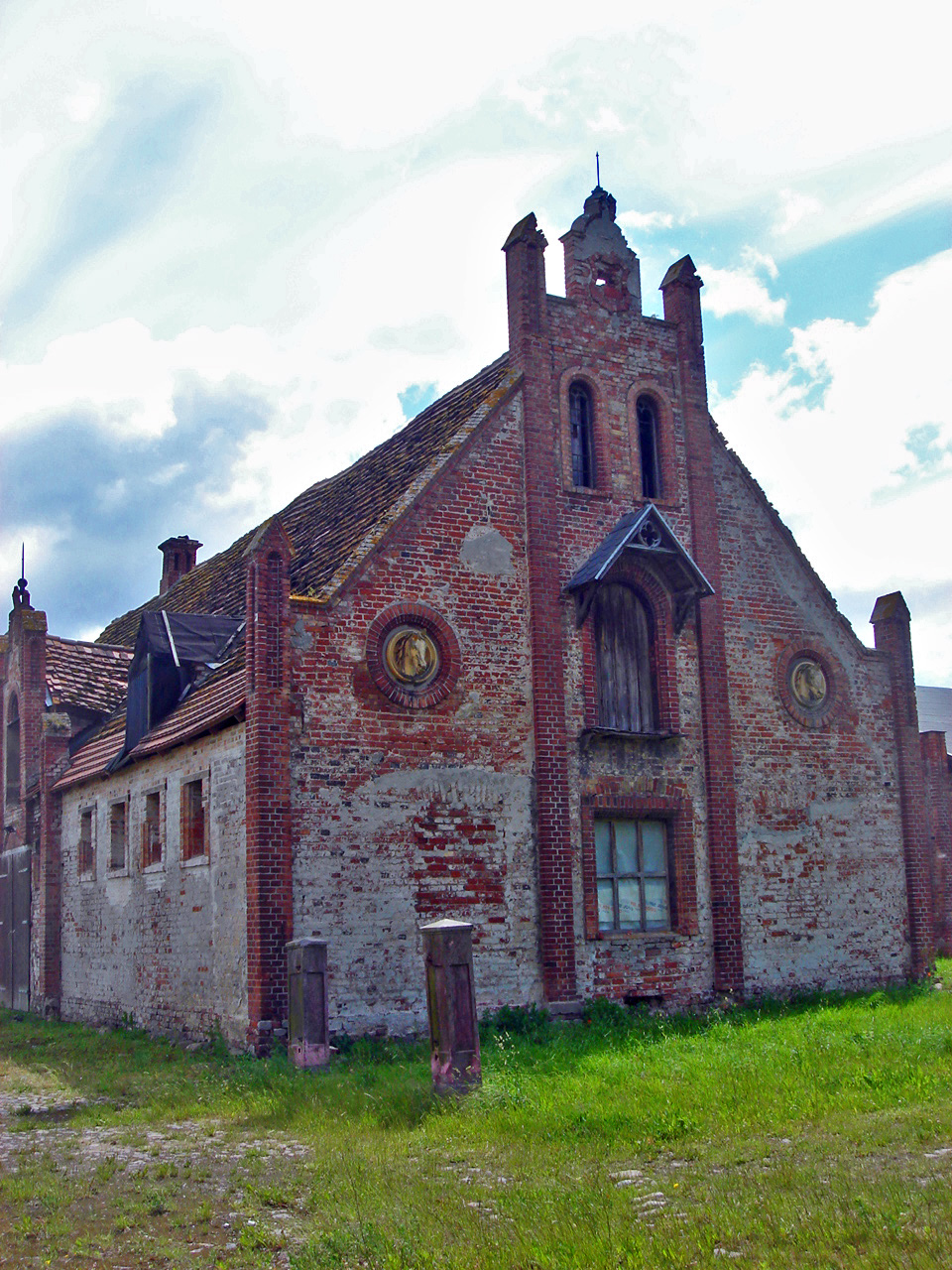
Marstall des Gutes Broock

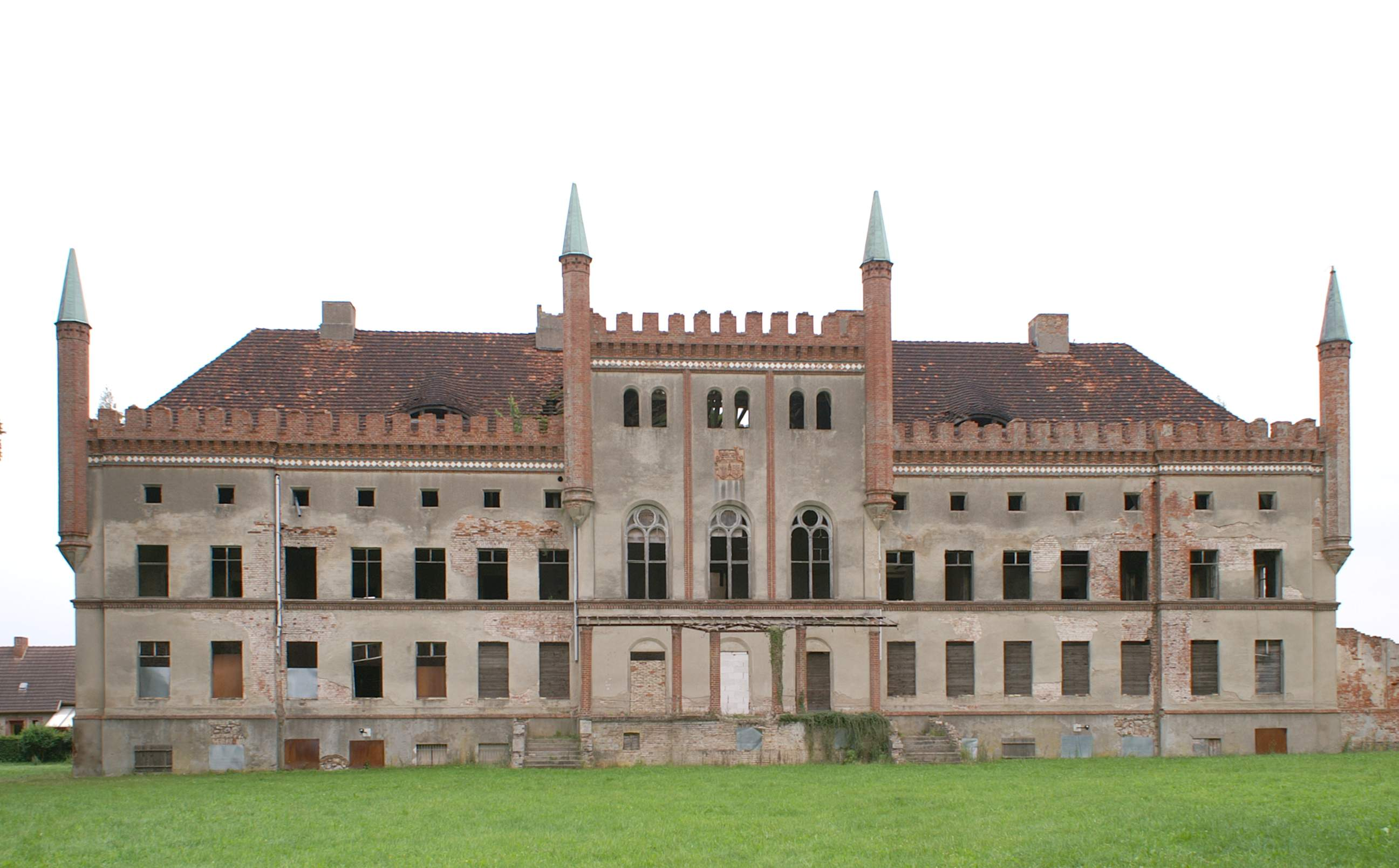
Parkfassade von Schloss Broock

## Geschichte
Der Ort Broock war ursprünglich ein ritterschaftliches Lehen. Er geht zurück auf eine ehemalige Burganlage unmittelbar an der Tollense, die als „Schlossberg“ bezeichnet wird und noch als Bodendenkmal erkennbar ist. Hier befand sich der zweite neben dem bei der Burg Osten heute noch existierende Flussübergang zwischen Demmin und Klempenow.
Vom 15. Jahrhundert bis 1652 war das Haus zum Broock (Bruch) zusammen mit weiteren Dörfern ein Lehen der adligen Familie Buggenhagen, die zu den schlossgesessenen Geschlechtern Pommerns gehörte. Nach einer Aufstellung von 1613 bestand das Gut Broock aus Schloss und Ackerhof Broock selbst sowie den Vorwerken in Siedenbüssow und Buchholz nebst 28 Bauernhöfen und 22 Katenstellen in den Dörfern Tellin, Siedenbüssow, Hohenbüssow und Buchholz. Mit Andreas Buggenhagen starb die Familie am 4. Mai 1652 im Mannesstamm aus und die Güter, zu denen auch Nehringen mit zahlreichen Orten in der Umgebung und Pustow mit einigen Orten gehörten, kamen in andere Hände. Um 1705 wurde Christian von Linden, ein Stettiner Getreidegroßhändler, den der schwedische König Karl XII. geadelt hatte, mit den Broocker Gütern belehnt. Sein Enkel Christian Bogislaw von Linden, preußischer Generalmajor, ließ bis 1770 das aufwändige Herrenhaus in „holländischem Stil“ errichten. Ab 1785 war dessen Witwe Anna Catharina Tugendreich, geboren von Heyden, Besitzerin der Güter. Ihr folgte 1808 durch gesetzliche Erbfolge ihr Stiefneffe Carl Wilhelm von Gentzkow. Dieser gründete 1810 in Broock ein Gestüt.
In der ersten Hälfte des 19. Jahrhunderts kam die Familie von Seckendorff in den Besitz Broocks. Hans von Seckendorff, seit 1837 mit Emilie von Gentzkow-Broock vermählt, ließ zwischen 1840 und 1850 das Herrenhaus nach Entwürfen des Berliner Architekten Friedrich August Stüler im neogotischen Stil umbauen. Gleichzeitig entwarf Peter Joseph Lenné für Broock einen englischen Landschaftspark. Die Seckendorffs führten das Gestüt erfolgreich weiter und veranstalteten in Broock eine der traditionsreichsten Parforcejagden Vorpommerns,. waren wie viele Grundherren Mitglied im Verein für Pferdezucht und Pferdedressur zu Berlin. Seckendorff-Broock war ein erfolgreicher Landwirt und nahm mit Schafs-Züchtungen auch an der Pariser Weltausstellung teil. Der Rittergutsbesitzer war ebenso als Ritterschaftsrat des Distrikts Anklam tätig. Des Weiteren war man Vorsitzender des Familienrates der Grafen und Freiherren von Seckendorff.
Während der Weltwirtschaftskrise geriet das Gut in finanzielle Schwierigkeiten, das aufwendige Gestüt wurde weiterhin betrieben. 1934 musste der letzte Gutsbesitzer und Ehrenritter des Johanniterordens Hans (II.) Freiherr von Seckendorff, der durch einen aufwändigen Lebensstil daran seinen Anteil hatte, den größten Teil der Broocker Güter an die Deutsche Siedlungsgesellschaft verkaufen. Er starb im selben Jahr, worauf das Restgut Broock mit dem Stand von 1939 in einer noch beträchtlichen Größe von 690 ha der Seckendorffschen Erbengemeinschaft verpachtet wurde. Zu dieser Erbengemeinschaft gehörten nicht alle Geschwister des Hans von Seckendorff, auch nicht der Bruder und spätere Oberst Adolf von Seckendorff. Erben waren die Schwestern Anna und Asta, beide lebten auch nach 1945 zeitweise in Demmin. Ebenso die jüngeren Schwestern, Martha, beim Johanniterorden tätig, und Mechthild mit ihrem Ehemann Wolfram von Harnier-Echzell, waren noch nominell Mitinhaber von Broock. Nicht gehalten werden konnte das Nebengut in Tentzerow, ebenfalls seit etwa 1839/1840 im Besitz der Seckendorff-Broock. Freiherr Hans von Seckendorff-Broock, nach wenigen Monaten wieder geschieden von seiner Ehefrau Eva Bier, Tochter des Prof. August Bier und der Anna Esau, starb 1934 in Kiel.
1944 beschlagnahmte der Demminer Landrat das Herrenhaus, um hier für zwei Institute der Universität Greifswald eine Ausweichstelle einzurichten. Im Winter 1944/1945 brachte man den Inhalt eines Eisenbahnwaggons mit Teilen der Prussia-Sammlung im Haus unter, darunter das gesamte Fundarchiv, die Ausgrabungspläne und die Negativsammlung. Der Kaufmann Lothar Diemer, der 1946 davon erfuhr, sicherte die Sammlung zunächst in seinem Depot und konnte sie schließlich 1949 nach Ost-Berlin überführen.
Im Herrenhaus, dessen wertvolle Einrichtung nach der endgültigen Enteignung 1945 geplündert worden war, wurden nach dem Zweiten Weltkrieg Flüchtlinge untergebracht, später Wohnungen eingerichtet. Ein Konsum, eine Schule und das Büro der Gemeindeverwaltung wurden darin eingerichtet. In den 1970er Jahren wurde das Gebäude leergezogen und an den VEB Kranbau Eberswalde verkauft. Dieser plante die Einrichtung eines Ferienzentrums und begann mit Sanierungsarbeiten, die jedoch nach wenigen Jahren aufgegeben wurde. Ab 1980 stand das Gebäude leer. In der Folgezeit wurde das Gebäude ausgeplündert, Türen, Fenster und Wandverkleidungen wurden ausgebaut und entwendet. Um 1990 war das Herrenhaus größtenteils entkernt. Noch 1993 sollen Angehörige der Gruppe der Sowjetischen Streitkräfte in Deutschland Deckenbalken im Erd- und Obergeschoss entfernt haben, um mit dem Erlös die Leukämiebehandlung eines Kameraden zu finanzieren.
1998 wurde das Herrenhaus mit den verbliebenen Wirtschaftsgebäuden und dem Park von der Bundesanstalt für vereinigungsbedingte Sonderaufgaben (Treuhand) für 140.000 DM verkauft. Dem Privatbesitzer, der nach eigenen Angaben 900.000 DM in die Sicherung der Anlage investiert haben soll, gelang es nicht, die für die Sanierung erforderlichen Mittel aufzubringen. Das Dach, das bereits 1999 schwere Schäden aufwies, ist inzwischen im Bereich des Mittelrisalits eingestürzt.
Im Schlosspark fand zwischen 2004 und 2007 jährlich der Freilandlausch statt, eine Veranstaltung mit freiem Eintritt, bei der Hörspiele unter freiem Himmel gehört werden können.
Die Gutsanlage stand seit Mitte der 2000er Jahre zum Verkauf. 2014 verliefen zwei Zwangsversteigerungstermine ohne Ergebnis. Im selben Jahr gründete sich ein Verein für den Erhalt und die Entwicklung von Gut Broock unter Leitung des Bayreuthers Christian Schmidt.
2017 erwarb der Architekt Stefan Klinkenberg aus Berlin die Anlage. Er plant mit seinen Mitarbeitern, die gesamte Gutsanlage schrittweise zu sanieren. Die Freiflächen und Gebäude sollen für Veranstaltungen, Musikfestivals und als Beherbergungsbetrieb genutzt werden. Erste Sicherungsmaßnahmen wurden 2018 durchgeführt, unter anderem die Errichtung eines Notdachs. Im Sommer 2022 wurden neue Fenster eingesetzt
Der nahe Bahnhof Sternfeld bei Demmin wurde von den Klinkenberg Architekten im Jahr 2017 ebenfalls erworben. Auch er soll nach und nach saniert und zum Empfangsgebäude für das Schloss Broock werden. Schon heute ist das Bahnhofsgebäude zusätzlich mit Broock angeschrieben. Gäste können von dort aus bei Veranstaltungen auf dem Gutsgelände einen Shuttlebus-Fahrdienst in Anspruch nehmen.

## Anlage
Das siebzehnachsige, zweieinhalbgeschossige, ungewöhnlich groß dimensionierte Herrenhaus mit Walmdach besitzt einen umlaufenden Zinnenkranz. Am dreigeschossigen Mittelrisalit wie auch an den Ecken des Gebäudes sind schlanke fialartige Backsteintürmchen angesetzt. Vom Wirtschaftshof sind sechs Gebäude erhalten, darunter der Marstall mit Reithalle.